# Emerald Triangle

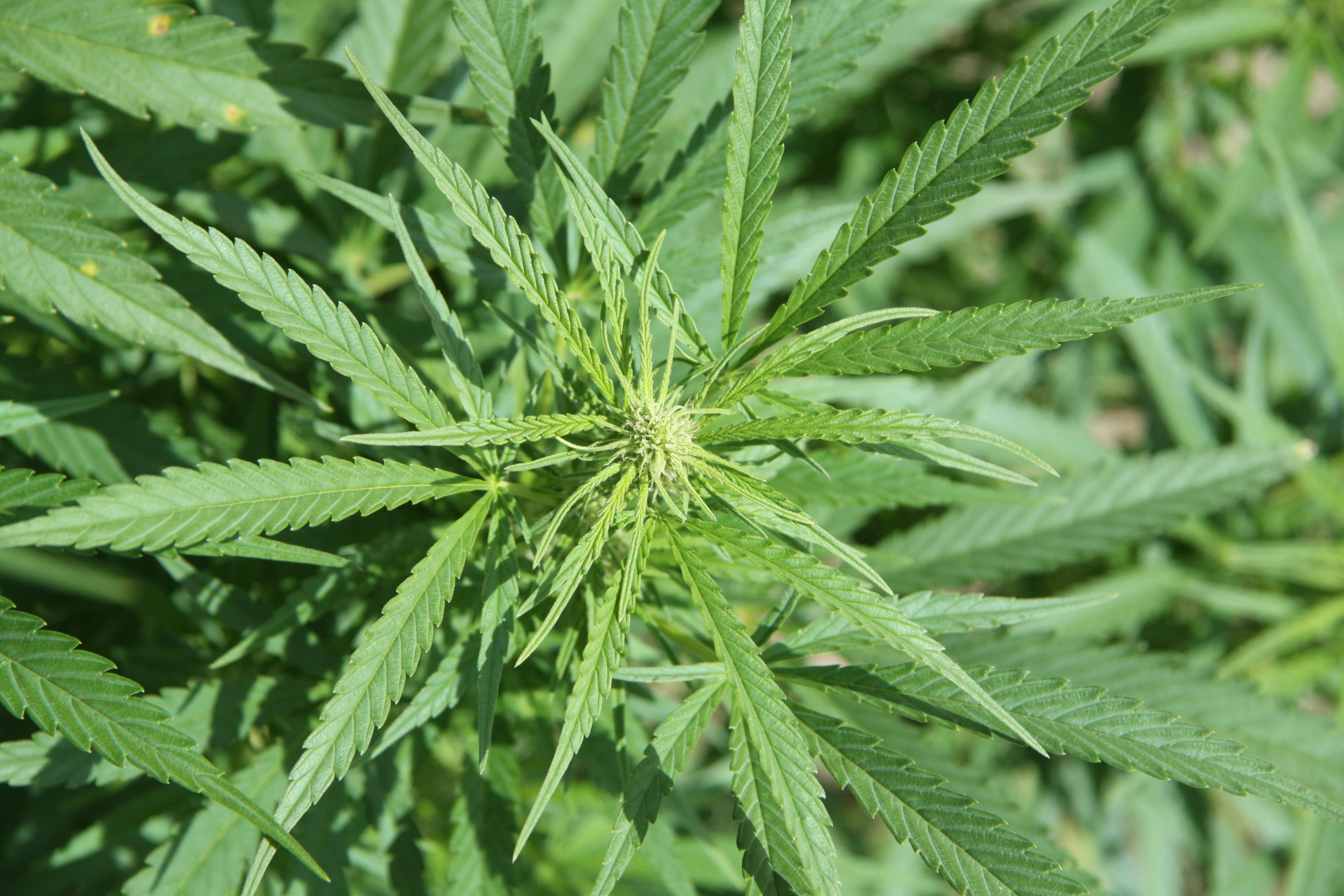
Cannabis-Pflanze

Emerald Triangle

Das Emerald Triangle (von englisch: Emerald, übersetzt: Smaragd; anspielend auf die grüne Farbe dieses für die Edelstein-Erstellung gebräuchlichen Kristalls) ist eine Region in Nordkalifornien. In einem weiteren Kontext werden mit dem Begriff die drei Counties Humboldt, Mendocino und Trinity charakterisiert, in einem engeren die dort beheimatete Cannabis-Anbauregion, die als die größte innerhalb der USA gilt. Die unzugängliche Gegend im Emerald Triangle gilt darüber hinaus als Hochburg einer informellen Schattenwirtschaft, die auf – legal wie illegal angebautem – Marihuana basiert und von entsprechenden gesetzlichen Grauzonen charakterisiert ist. Ab den 1990ern führte die besondere wirtschaftliche Struktur unter anderem zu Versuchen, die Kernregion der Cannabis-Produktion in einem separaten, unter dem Plan-Namen „Sequoia County“ firmierenden Landkreis zu organisieren.

## Geografie

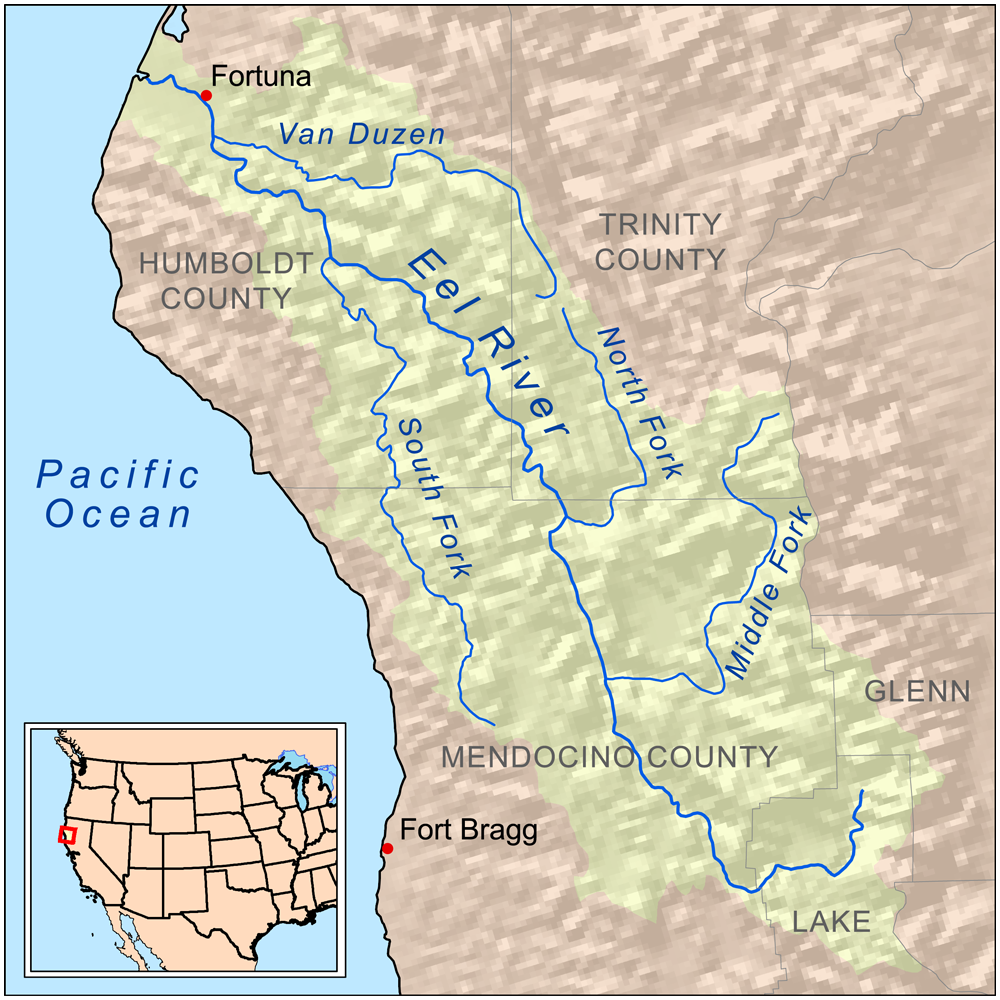
Einzugsgebiet des Eel River

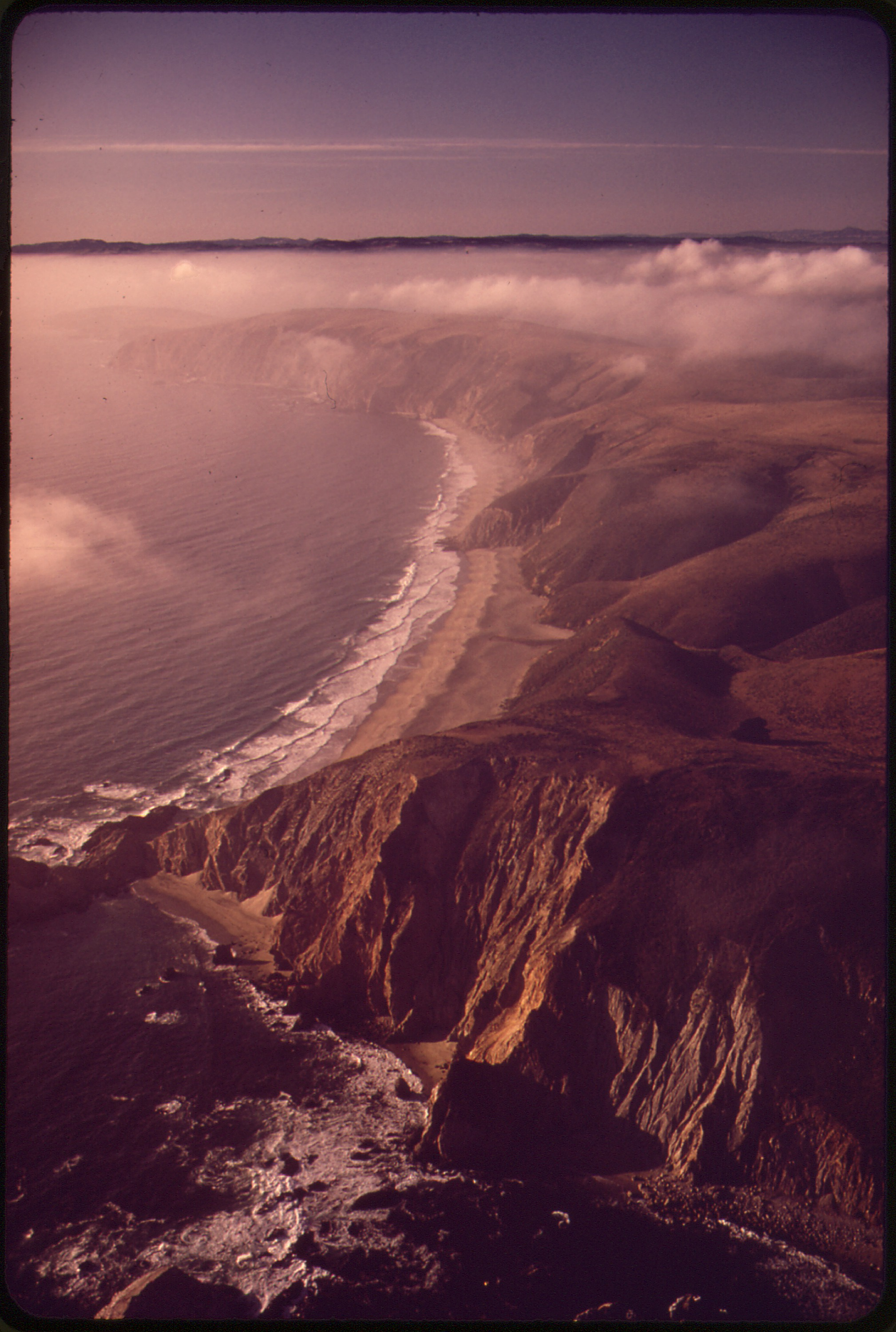
Küstenlinie im Humboldt County

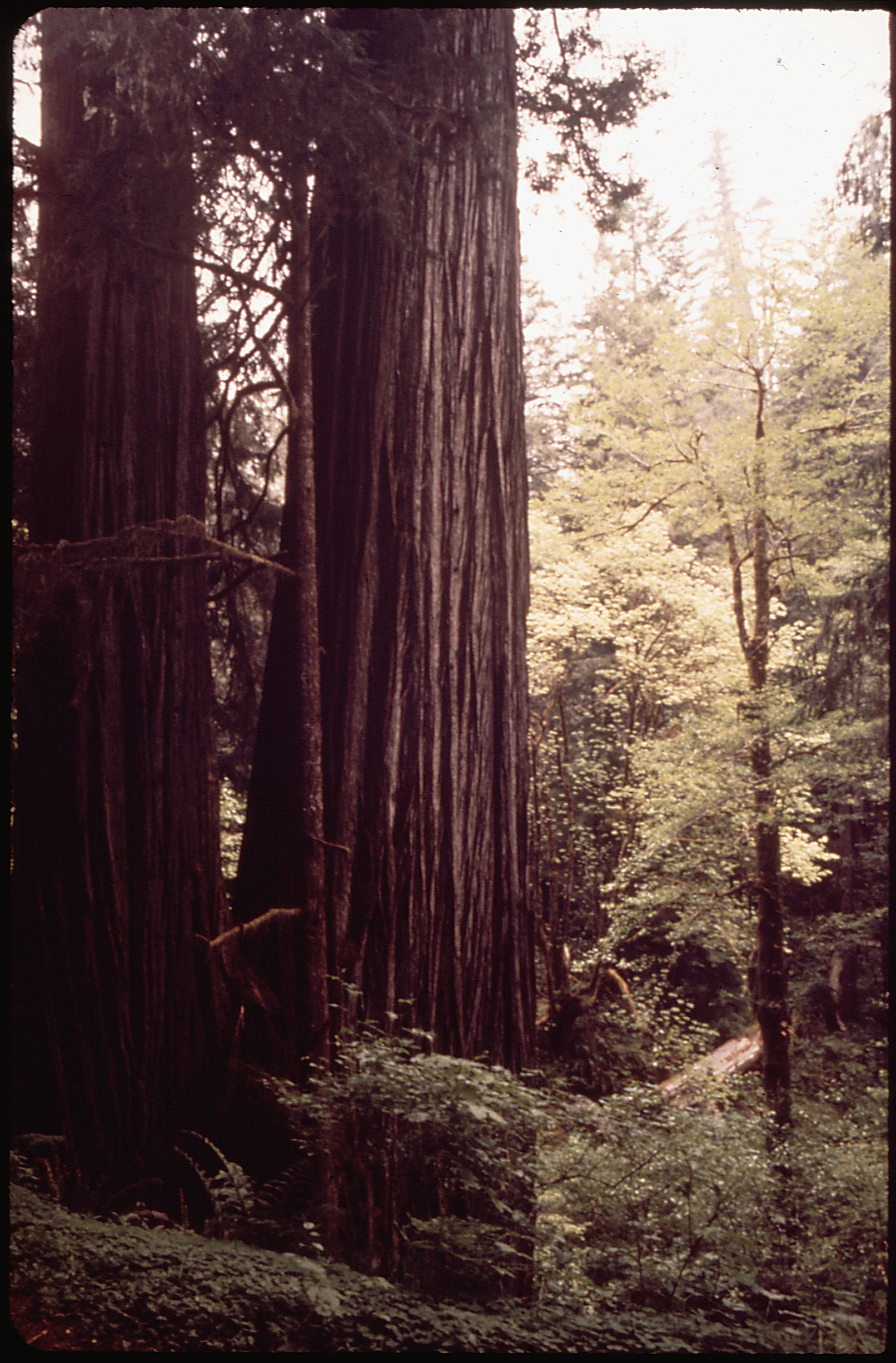
Redwood-Bäume in Nordkalifornien

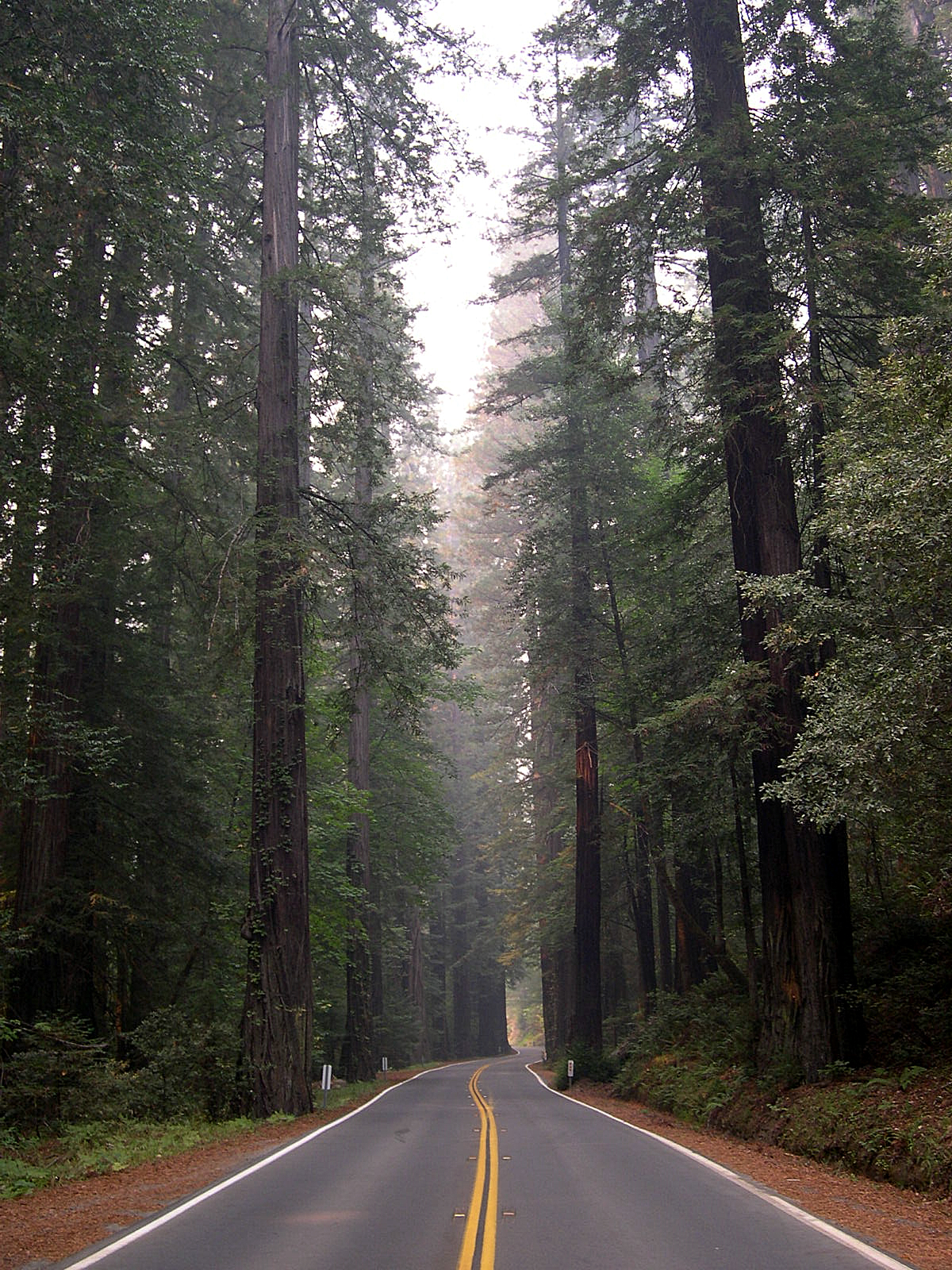
Avenue of the Giants, Humboldt Redwoods State Park

Die drei mit dem Begriff Emerald Triangle bezeichneten Counties liegen geografisch im Nordkalifornischen Küstengebirge – einer Region, in der die Gebirgsausläufer bis an die Küste heranragen beziehungsweise steil zu dieser herabfallen. Eine Folge ist, dass viele Ortschaften dieser – insgesamt nur dünn besiedelten – Region nur umständlich zu erreichen sind. Die an der Pazifikküste entlangführende California State Route 1 etwa verläuft ab Rockport (Mendocino County) zunehmend landeinwärts und endet schließlich in Garberville (Humboldt County). Größere Städte in der – auch die sogenannte Lost Coast mit beinhaltende – Region gibt es kaum. Neben Eureka (Einwohnerzahl laut Census 2020: 26.512) weisen lediglich die beiden Küstenstädte Arcata und Fortuna (ebenfalls in Humboldt County; Einwohner: fast 19.000 bzw. rund 12.500) sowie Ukiah, die Hauptstadt von Mendocino Country, bedeutendere Einwohnerzahlen auf. Sämtliche anderen Ortschaften – darunter auch die als Verproviantierungszentrum wichtige Ortschaft Garberville sowie das Cannabis-Anbauzentrum um Alderpoint – liegen, was die Anzahl der Einwohner anbelangt, weit darunter oder zählen zu lediglich aus statistischen Gründen als Ortschaften ausgewiesenen Gebieten (Census Designated Places; CDPs).
Das landschaftliche Erscheinungsbild der drei die Region bildenden Counties wird immer wieder als stark beeindruckend beschrieben. Geografisch wird das Gebiet vom Flusssystem des Eel River strukturiert – einen 315 Kilometer langen Fluss, der am Bald Mountain (Mendocino County) auf einer Höhe von 1903 Meter entspringt, in Richtung Norden abfließt, später einen Bogen Richtung Westen vollzieht und südlich der Humboldt-County-Hauptstadt Eureka in den Pazifik mündet. Landschaftlich ist die Region vorwiegend von Wäldern geprägt. Neben Eichenbewuchs prägen vor allem unechte Redwoods das Bild – hohe Nadelbäume, die mit den im kalifornischen Westen verbreiteten Riesenmammutbäumen allerdings nur entfernt verwandt sind. Landschaftlich aufgelockert wird das gebirgige Gelände von einzelnen Hochalmen. An Fauna findet sich im Emerald Triangle das Gros der Tierarten, wie sie auch in der Sierra Nevada sowie anderen Wildnis-Gebieten des amerikanischen Westens anzutreffen sind: Braunbären, Waschbären, Biber sowie vergleichbare Tierarten.
Speziell wegen der in der Region massiert anzutreffenden Küstenmammutbäume sind Teile von ihr als Naturschutzgebiete ausgewiesen. Das größte ist der Redwood-Nationalpark. Er umfasst Binnenland- sowie Küstengebiete in der nördlichen Hälfte des Humboldt-County und erstreckt sich bis zur Grenze zu Oregon. Eine weitere Zone ist die King Range National Conservation Area. Sie umfasst den größten Teil der Lost Coast im südlichen Humboldt sowie nördlichen Mendocino County. Als landschaftlich attraktiv gilt zudem die „Avenue of the Giants“ – ein Abschnitt des U.S. Highway 101, die den eigentlichen Redwood-Nationalpark allerdings erst nördlich der Humboldt-Bezirksgrenze, im Einzugsbereich der Klamath Mountains, passiert.

## Geschichte

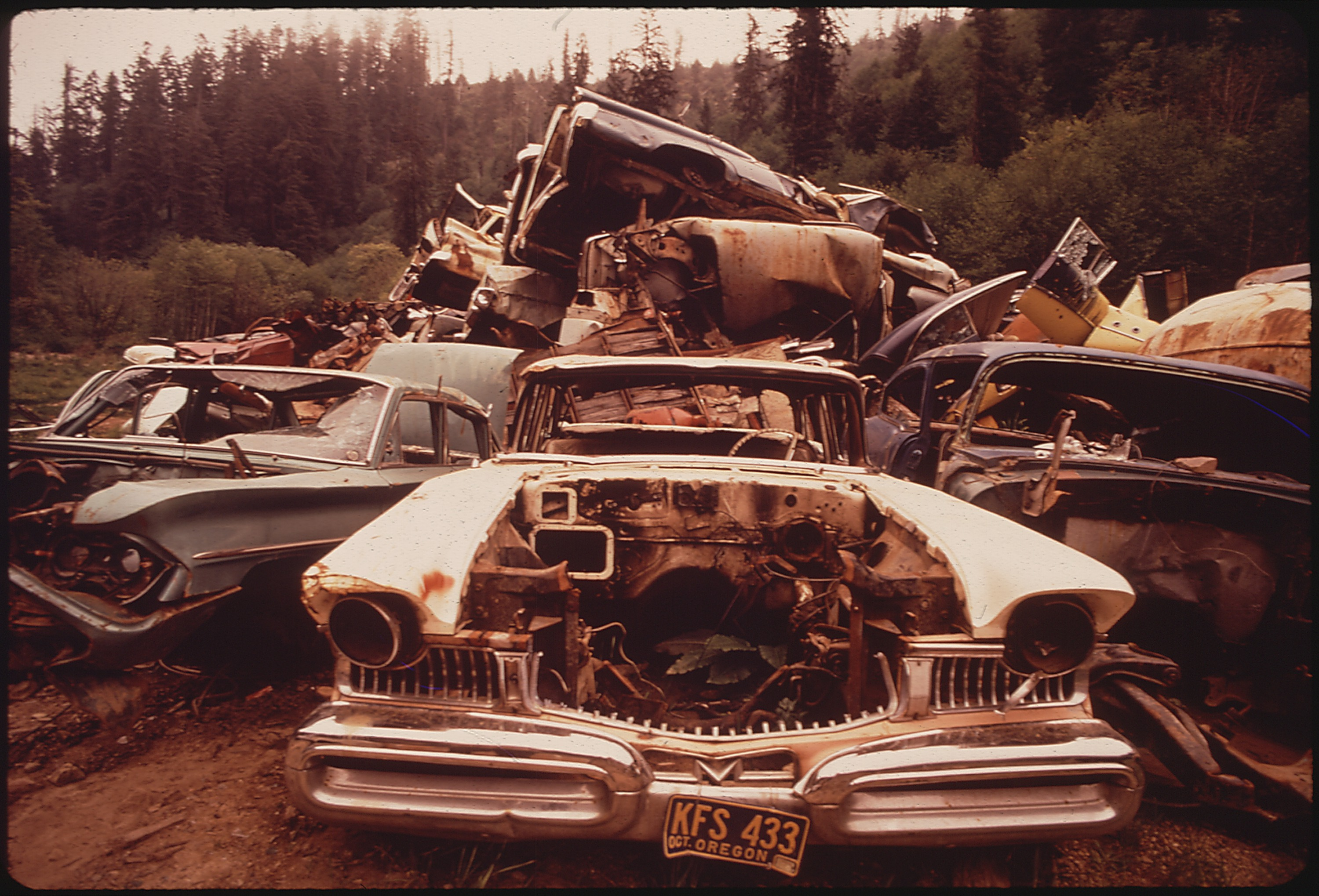
Zivilisations-Rückstände: Humboldt County, Nähe Redwood National Forest

### Allgemeine Entwicklung
Der Anbau von Marihuana begann sich in der Region ab Ende der 1960er-Jahre zu etablieren. Träger waren von der Hippie-Kultur und dem Summer of Love geprägte Aussteiger, die sich in wenig erschlossenen Regionen niederließen und dort eigene, selbstbestimmte Modelle von Gegenkultur zu etablieren. Entgegen kam dieser Neuansiedler-Gruppe der Umstand, dass die Holzindustrie in der Region eine Krise durchlebte und billige Grundstücke entsprechend leicht zu erwerben waren. Der Anbau von Cannabis war nicht zuletzt auch aus klimatischen Gründen naheliegend: Marihuana-Pflanzen benötigen eine relativ konstante Lichteinstrahlung – ein Faktor, der in dieser Bergregion gewährleistet war. Zusätzlich begannen die Pflanzer, ihre Produkte vermittels besonderer Techniken zu veredeln – etwa der aus Mexiko adaptierten Technik des Sinsemilla, bei dem die männlichen Hanfpflanzen von den weiblichen getrennt werden – mit dem Effekt, dass letztere deutlich höhere THC-Gehalte erzeugen.
Die Geschichte des Marihuana-Anbaus im Emerald Triangle wurde von drei Faktoren maßgeblich beeinflusst:
- dem von der US-Regierung unter Richard Nixon in die Wege geleiteten Krieg gegen die Drogen und der in der Folge etablierten Praxis, dass in regelmäßigen Intervallen Felder vernichtet und Marihuana-Anbauer mit Geld-, Bewährungs- oder Haftstrafen belegt wurden,
- dem Zug um Zug vonstatten gehenden Wechsel von einer eher idealistischen, den Idealen von Love and Peace frönenden Gründergeneration zu deren Nachkommen, die den Marihuana-Anbau vorrangig als Geschäft betrieben,
- die etappenweise erfolgte Legalisierung von Cannabis in Kalifornien – zunächst für medizinische Zwecke (Proposition 216 im Jahr 1996), in den 2010er-Jahren schließlich allgemein (Proposition 64; entsprechender Gesetzeserlass: 2018).[2]

Der erste Faktor, der ab 1972 einsetzende Krieg gegen die Drogen und die damit einhergehende Intensivierung der Strafverfolgung, trug wesentlich dazu bei, dass sich die heimische Marihuana-Industrie noch stärker in den Untergrund zurückzog beziehungsweise gegen Einflüsse von außen abschottete. Die Verfolgungspraxis der involvierten Polizeibehörden zwang die Anbauer zu einem stetigen Versteckspiel. Umgekehrt bewirkten die wirtschaftlichen Einkünfte, welche der Cannabis-Anbau einbrachte, dass große Teile der Infrastruktur des Triangle direkt oder indirekt am Anbau sowie an dem mit diesem verknüpften Drogenhandel partizipierte.
Der zweite Faktor – die Ablösung der ersten, durch die Hippie-Ideale geprägten Generation durch eine materialistischer eingestellte Nachfolger-Generation – sorgte dafür, dass sich die Praktiken, unter denen der Marihuana-Anbau stattfand, zunehmend denen anderer, ähnlich gelagerter Geschäftsfelder anglichen. Die Struktur in den Anbaugebieten des Emerald Triangle wird Berichten zufolge maßgeblich von drei Gruppen bestimmt: den alten und später hinzugekommenen Anbauern, den Pflückern und Abenteuerlustigen, die sich ähnlich wie Saisonarbeiter verdingen und als „Trimmer“ bezeichnet werden und schließlich, als dritter Gruppe, den Gesetzlosen und Aussteigern, die unterschiedliche Gründe haben, die Aufmerksamkeit des Staates und seiner Organe zu meiden. Verstärkt werde die dynamische Gemengelage durch zusätzliche, ebenfalls mit dem Cannabisanbau zusammenhängenden Faktoren:
- der ökonomischen Abhängigkeit vom Cannabisanbau als dem dort zwischenzeitlich dominierenden Wirtschaftszweig,
- Konflikten zwischen Gründer- und Nachfolgergeneration – ein Konflikt, der sich politisch unter anderem anhand der Frage äußert, wie die zwischenzeitlich erfolgte Legalisierung am besten zu handhaben sei, kulturell und statustechnisch anhand in der Frage, wer als zum „Inner Circle“ als dazugehörig angesehen wird und entsprechend Entscheidungsprozesse mitgestalten kann.
- den begrenzten Kapazitäten lokaler und bundesstaatlicher Polizeibehörden, Gesetzesverstöße in der Region zu verfolgen.[2]

Die in der zweiten Hälfte der 2010er-Jahre umgesetzte Legalisierung wird seitens der Anbauer überwiegend kritisch gesehen. Die neue Rechtslage erlaubt grundsätzlich zwar den Anbau von Cannabis. Im Gegenzug hat sie diesen allerdings mit einer Reihe Restriktionen versehen. Zusätzlich zu der seither erhobenen Steuer auf Cannabis-Produkte begrenzt sie die maximal nutzbare Fläche für Cannabis-Anbau und erlegt den Anbauern eine Reihe weiterer zusätzlicher Auflagen auf – beispielsweise das Engagement von Artenschutz-Experten, die prüfen, ob der betriebene Anbau mit umweltschutztechnischen Richtlinien vereinbar ist. Seitens der Gesetzgeber wurden derartige Restriktionen auch deswegen als notwendig erachtet, weil der Cannabisanbau einige für die Umwelt schädliche Folgen zeitigte – insbesondere die Verwendung von Pestiziden sowie das Ableiten von Chemikalien in den Wasserkreislauf.
Die praktische Auswirkung der 2018 in Kraft getretenen Regulierung: Ein Teil der Züchter hat sich – mehr oder weniger widerstrebend – mit der neuen Situation abgefunden und ihr Geschäft legalisiert. Andere hingegen ziehen weiterhin die illegale Anbauweise vor. Ihr Argument: die Legalisierung biete lediglich Großunternehmen und Landaufkäufern Vorteile, degradiere die Anbauer letztlich zu Pächtern und rechne sich speziell aufgrund des mit der Legalisierung einhergehenden Preisverfalls für Cannabisprodukte nicht. Auch Anbauer, die sich registrieren ließen, berichteten, dass für kleine Anbaubetriebe nur noch Nischen-Produkte in der Premium-Liga einkömmliche Summen abwarfen.

### „Sequoia County“

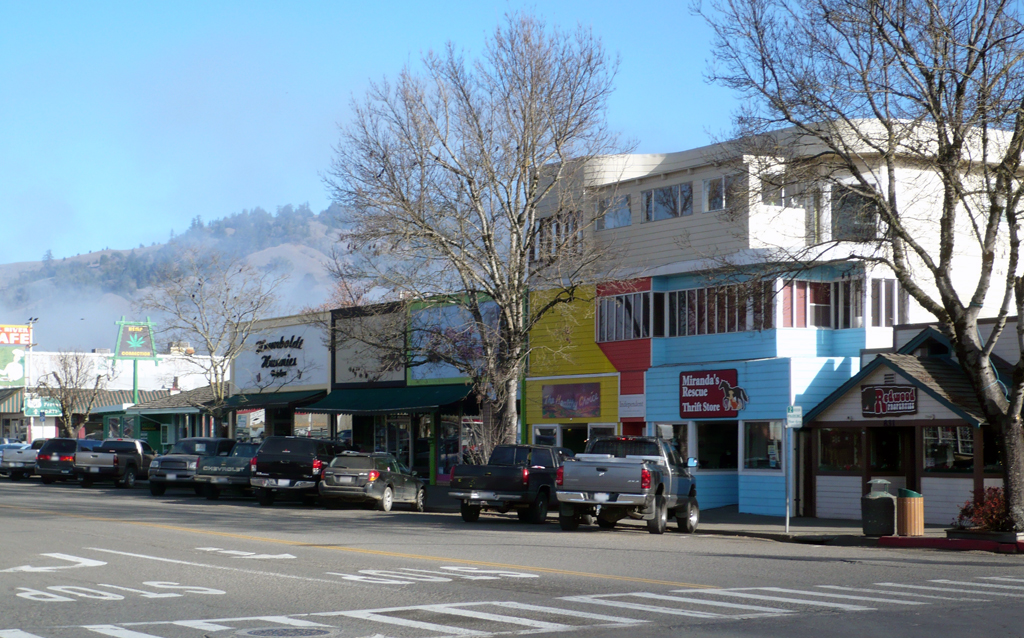
Garberville, Humboldt County

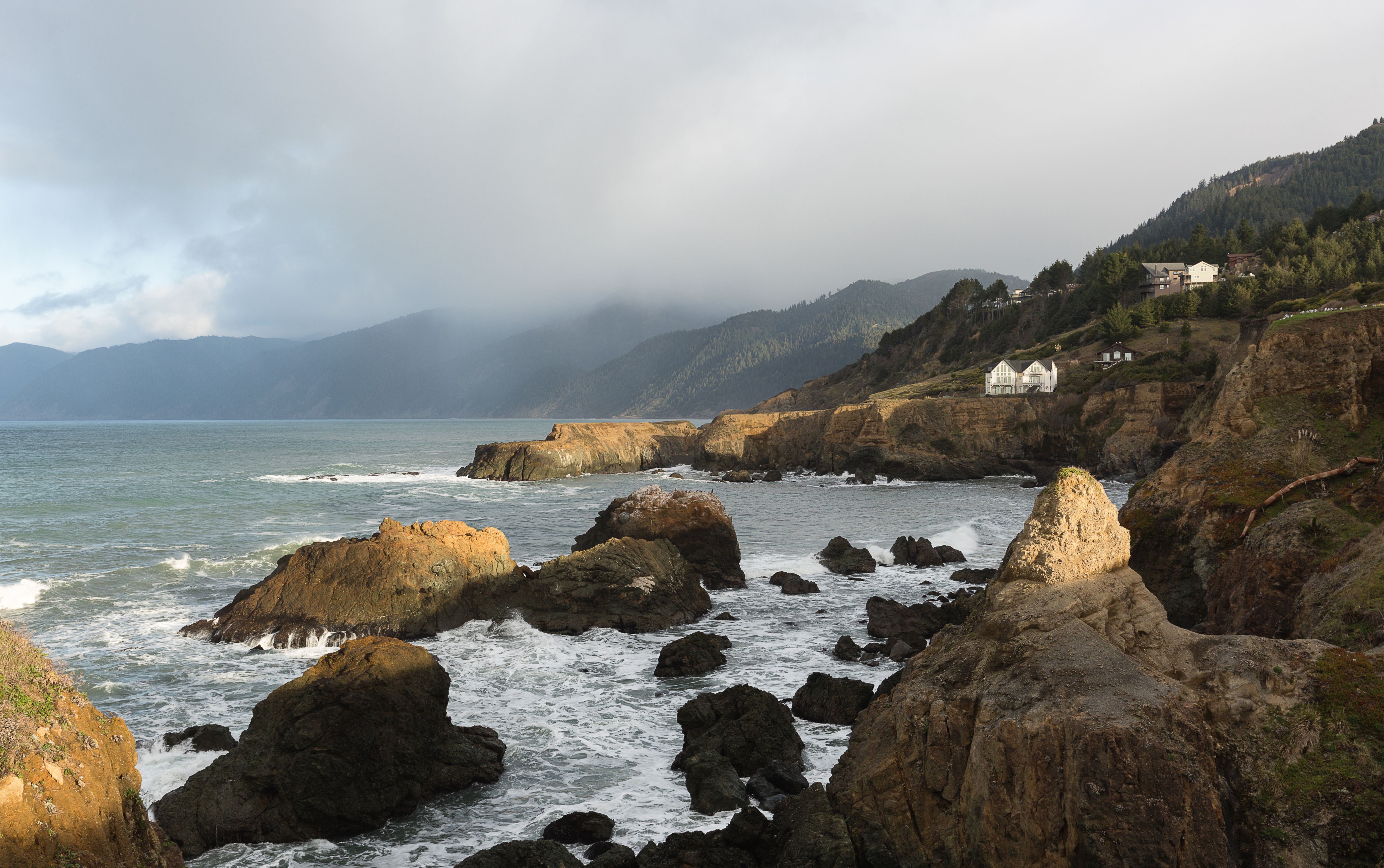
Lost Coast. Im Hintergrund: die Ortschaft Shelter Cove

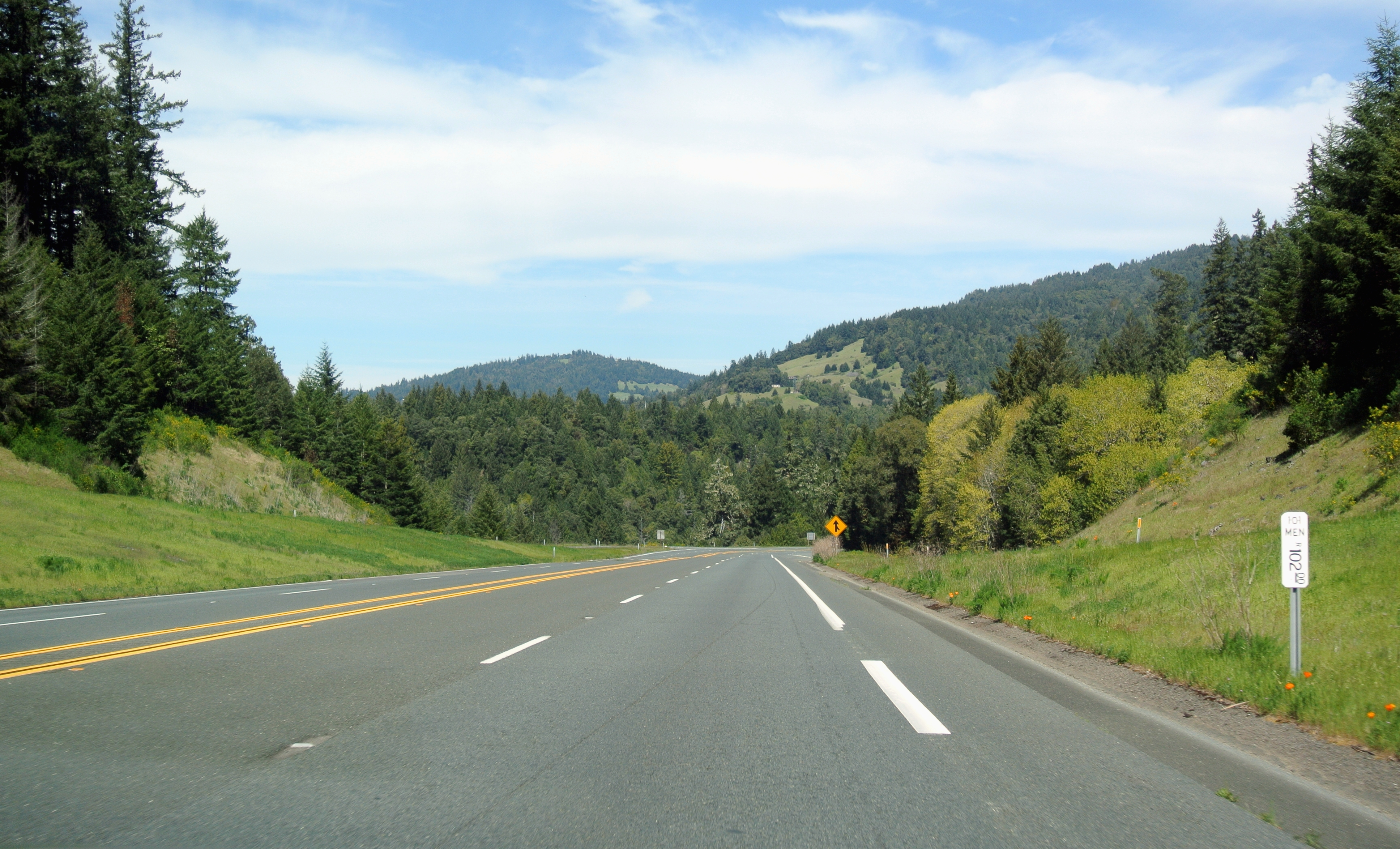
US 101 im Mendocino County

Widersprüchliche, im Endergebnis erfolglose Verläufe hatten Bemühungen ab Anfang der 1990er Jahre, Teile der beiden Counties Humboldt und Mendocino abzutrennen und aus der abgetrennten Entität einen neuen Landkreis zu schaffen. Der erste Anlauf, Teile des südlichen Humboldts sowie des nördlichen Mendocino County als eigenständigen Bezirk zu etablieren, wurde maßgeblich von der in Alderpoint lebenden Einwohnerin Lee Ann Barton mit initiiert. Der ursprüngliche Plan-Name lautete Salmon Country, der später verwendete Sequoia County. Angegebener Grund für die anvisierte Abspaltung waren eine bessere lokalpolitische Vertretung, effizienter funktionierende Dienstleistungen vor Ort und schließlich eine gerechtere Nutzung eingenommener Steuermittel. Der erste Vorstoß 1992 scheiterte aufgrund geringer Unterstützung. Ein zweiter Vorstoß im Folgejahr ergab im Januar 1994 2.033 validierte Unterschriften. Die Initiative verfehlte das nötige Ziel für ein Abstimmungsverfahren allerdings um 169 Stimmen.
Der vorgeschlagene Bezirk umfasste ein Terrain von 3.722 Quadratkilometern; umgesetzt hätte er etwa ein Drittel der Fläche der Bezirke Humboldt und Mendocino eingenommen. Zum Zeitpunkt der Volkszählung von 1990 hätte das anvisierte County etwa 15.600 Einwohner gehabt. Die südliche Grenze wäre dem South Fork Ten Mile Creek, dem Lake Ridge, dem Sherwood Peak und einer geraden Linie von der Kreuzung des Highway 101 mit der Sherwood Road, dem Mendocino National Forest und dem Hull Mountain bis zur Grenze des Lake County gefolgt. Die nördliche Grenze wäre an der Mündung des Bear River, dem Bear River Ridge bis zum Monument Ridge, der Kreuzung des Highway 101 mit der Shively Road, der Kreuzung des Highway 36 östlich von Carlotta, der Verbindung mit dem Mad River östlich der Iaqua Buttes und dem Mad River bis zur Grenze des Trinity County verlaufen. Dem Humboldt County wären einige seiner Attraktionen verloren gegangen – wie beispielsweise das Reggae on the River-Festival, das 1926 erbaute, in Garberville gelegene Hotel Benbow Inn, der Humboldt Redwoods State Park inklusive die durch den Park führende Straße Avenue of the Giants und den Küstenabschnitt der King Range National Conservation Area. Mendocino County hätte Confusion Hill, den Chandelier Tree, die Standish-Hickey State Recreation Area, den Sinkyone Wilderness State Park sowie einen Großteil der Lost Coast-Region verloren.
Im Jahr 2011 starteten einige der Befürworter des gescheiterten Versuchs, Sequoia County zu gründen, einen weiteren Versuch – diesmal mit dem Vorhaben, eine Stadt im südlichen Humboldt County zu gründen mit der Plan-Bezeichnung Emerald City. Frühe Vorschläge sahen vor, Garberville mit 913 Einwohnern und Redway mit 1.225 Einwohnern in eine neue Stadt einzugliedern. Das Hauptziel der Befürworter war es, mehr Kontrolle über die örtliche Strafverfolgung zu haben und die lukrative Marihuana-Industrie zu besteuern. Emerald City kam allerdings nie über das Anfangsstadium des Vorschlags hinaus.

### Tötungsdelikte und verschwundene Personen
Über seinen Ruf als USA-weiter Hot Spot des Marihuanaanbaus hinaus geriet das Emerald Triangle auch aufgrund einer Reihe vermisster Personen sowie als Schauplatz von Tötungsdelikten in den Blick der Öffentlichkeit. Kurzzeitig in die Medien-Schlaglichter geraten war das abgelegene Gebiet bereits 1983: Ein wegen Mordverdacht festgenommenes Paar – ein Mann und eine Frau, die sich zeitweilig im Umfeld der Hippie-Zentren im Haight-Ashbury-Viertel von San Francisco aufgehalten und im Zug ihrer Sympathien für die Gegenkultur auch einige Monate in Alderpoint verbracht hatten, gestanden die verübten Verbrechen rasch: darunter auch den bislang ungeklärten Mord an einem Marihuana-Anbauer in Alderpoint. Als Grund für seine Taten gab das – von der Presse als „San Francisco Witch Killers“ bezeichnete – Paar an, bei ihnen handele es sich um spirituell-pazifistische, zum Islam konvertierte, Yoga betreibende Vegetarier. Bei den Getöteten habe es sich ihrer Annahme zufolge um „Hexen“ gehandelt, die die Absicht gehegt hätten, ihren Kult zu unterminieren.
In den 1990er-Jahren ereignete sich ein mysteriöser, die lokale Gerüchteküche anheizender Mord an drei Marihuana-Anbauern. Die Umstände der Tat sowie vorgefundene Beweisstücke aktivierten das Gerücht, ein Bigfoot, ein mysteriöser, der Fabelwelt entsprungener Waldmensch habe die Taten verübt. Die drei Morde wurden nie aufgeklärt. Im Jahr 2020 griff ein vom Streamingdienst Hulu produzierter Dokumentar-Mehrteiler den Fall wieder auf – wobei die Doku die Frage in der Schwebe ließ, ob wirklich ein „Bigfoot“ hinter dem Dreifach-Mord stecke.
Ebenfalls nicht befriedigend aufgeklärt werden konnten Verschwundenen-Fälle aus neuerer Zeit. Die Vermutungen hier: die Verschwundenen seien in kriminelle Machenschaften hineingeraten oder hätten sich anderweitig mit bedenklichen Leuten eingelassen. Da die örtlichen Polizeibehörden nicht über die Kapazitäten verfügten, die einzelnen Fällen genauer zu untersuchen und das in Frage kommende Gebiet zudem sehr groß war, engagierten einige der Hinterbliebenen private Ermittler, die vor Ort Nachforschungen anstellten. Thematisiert wurde der Verlauf dieser Suche in der Netflix-Doku Murder Mountain – einer Produktion, welche über den unmittelbaren Aufhänger hinaus auch die Marihuana-Industrie im Humboldt County sowie die mit der Legalisierung verbundenen Probleme in den Fokus rückte.

Abstimmungsergebnisse von Proposition 64 im Jahr 2016: Blaue Farbe: Zustimmung; gelbe Farbe: Ablehnung

Über die aufgeführten Vorkommnisse hinaus gab es immer wieder Zwischenfälle und auch Kapitalverbrechen, die unmittelbar mit dem Cannabisanbau in der Region zusammenhängen. Die Webseite weedweek.com führte in einem Regions-Porträt etwa zunehmende Aktivitäten internationaler Drogenkartelle auf sowie, als konkretes Beispiel, den Fall von Jere Melo, dem ehemaligen Bürgermeister von Fort Bragg in Mendocino Country, der 2011 ermordet wurde, als er gegen illegale Anbaubetriebe ermittelte. Andererseits, so das Magazin, sei die Region immer noch ein etwas aus der Zeit gefallener Ort, der auf harte Arbeiter mit einem entspannten Gemüt eine große Attraktion ausübe.

## Das „Smaragd-Dreieck“ in der Populärkultur
Die besondere, vom Cannabis-Anbau stark geprägte Situation im sogenannten Emerald Triangle war in unterschiedlichen Filmen, Büchern und Serien entweder explizit Thema oder aber Handlungsschauplatz. Die wichtigsten:
- Humboldt County ist ein Komödiendrama aus dem Jahr 2008 über einen Studienabbrecher, der in den Norden nach Humboldt County fährt, um dort auf einer Marihuana-Farm zu leben.[14]
- Homegrown ist ein Film aus dem Jahr 1998 mit Billy Bob Thornton in der Hauptrolle, der Marihuana-Anbauern in einem nicht näher bezeichneten Gebiet des Smaragd-Dreiecks, höchstwahrscheinlich dem nördlichen Mendocino County, folgt.
- Die Doku-Serie Pot Cops von Discovery Channel aus dem Jahr 2013 begleitete das Marihuana Enforcement Team des Humboldt County Sheriff's Office im Jahr 2013.[15]
- Das 2013 erschienene Buch Humboldt: Life on America's Marijuana Frontier von Emily Brady handelt von der Marihuana-Industrie in Humboldt County und dem umliegenden Smaragd-Dreieck.[16]
- Die Netflix-Fernsehserie Murder Mountain aus dem Jahr 2018 untersucht die hohe Rate an Vermissten und Morden in Humboldt County. Die Serie befasst sich mit der Geschichte des illegalen Marihuanaanbaus, einschließlich der Beziehung zwischen den örtlichen Landwirten und den lokalen Behörden. Zeitraum ist die Phase der gerade angelaufenen Legalisierung.[13]
- Der Film Freeland aus dem Jahr 2020 handelt von einer langjährigen Marihuanazüchterin aus Humboldt County, gespielt von Krisha Fairchild, die trotz der Verfügbarkeit des legalen Marktes illegal anbaut.[17]
- Der von Gravitas Ventures produzierte Dokumentarfilm Lady Buds aus dem Jahr 2021 über Frauen, die in der Marihuana-Industrie in Nordkalifornien arbeiten.[18]
- Die 2021-Dokuserie Sasquatch von Hulu thematisiert ungeklärte Morde an drei Marihuana-Anbauern in Mendocino County in den 1990er Jahren und verknüpft diese thematisch mit Bigfoot, einer Mythengestalt im amerikanischen Westen.[12]